# Hoàng Khôi

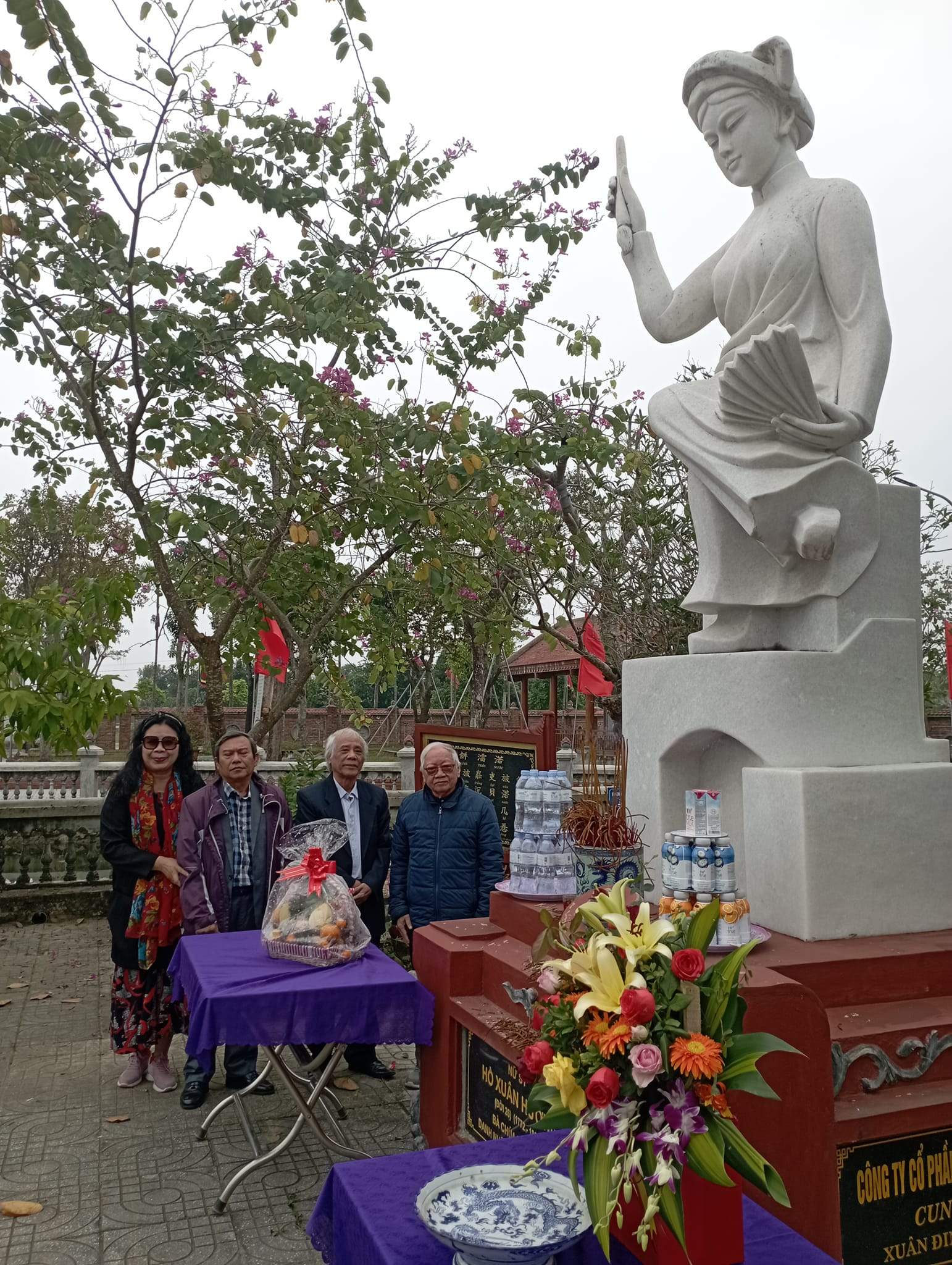
Tác giả Hoàng Khôi (thứ hai từ phải sang) cùng GS. Trần Đình Sử và các cộng sự bên bia tưởng niệm Nữ sĩ Hồ Xuân Hương

Hoàng Khôi (1949-nay) là một nhà nghiên cứu văn hóa, văn học dân gian, nhà giáo người Việt Nam. Ông được biết đến qua nhiều tác phẩm văn học về đề tài văn hóa dân gian, tiểu thuyết lịch sử, bút ký nghiên cứu.

## Cuộc đời và sự nghiệp
Hoàng Khôi sinh ngày 01 tháng 8 năm 1949 tại huyện Nghi Xuân, tỉnh Hà Tĩnh. Ông học tập tại tỉnh Thanh Hóa. Từ năm 1970-1972, ông dạy cấp 3, sau đó tham gia chiến đấu ở chiến trường miền Nam trong 2 năm (1972-1974) và nhận được nhiều huy chương, bằng khen. Ông đồng thời là thương binh chống Mỹ, chiến sĩ bị địch bắt, tù đày. Hoàng Khôi trở lại Thanh Hóa tiếp tục giảng dạy từ năm 1975-2009. Ông từng dạy tại Trường Trung học phổ thông chuyên Lam Sơn, được nhận bằng khen Giáo viên dạy giỏi cấp Quốc gia của Bộ Giáo dục và Đào tạo vì những đóng góp trong giảng dạy. Cũng trong thời gian này, ông đã viết và xuất bản nhiều sách.
Sau năm 2009, ông chuyển ra sống tại Hà Nội và tiếp tục niềm đam mê nghiên cứu. Ông tham gia Hội Kiều học Việt Nam, nghiên cứu nhiều công trình văn học nghệ thuật cùng các cộng sự đầu ngành trong lĩnh vực như GS. Trần Đình Sử, GS. Phong Lê,...  Ông tiếp tục viết sách và có nhiều tác phẩm được công bố.

## Một số tác phẩm tiêu biểu
Hoàng Khôi nổi tiếng với tác phẩm "Ngàn Dặm Trường Sơn" được xuất bản lần đầu vào năm 1980. Tác phẩm viết về dải đất Trường Sơn, nơi ông từng có dịp tham gia chiến đấu trong cuộc Kháng chiến chống Mỹ. Ngoài ra, tác phẩm cũng được tham vấn bởi nhiều cộng sự khác từng tham gia trên chiến trường, điển hình như nhà thơ Phạm Tiến Duật để trở thành cuộn bút ký nghiên cứu chân thực và sâu sắc hơn bao giờ. "Ngàn dặm Trường Sơn" được tái bản nhiều lần và được dịch ra tiếng Anh với nhan đề "The Hồ Chí Minh trail". Ngoài ra, ông còn có 1 số tác phẩm khác:
- Chiếc gậy thần (1976)
- Ngàn dặm Trường Sơn (1984, đã được dịch tiếng Anh với tựa đề là "The Ho Chi Minh Trail")
- Bàn tay ông Lê Lợi (1985)
- Dọc Sông Đà (1987)
- Địa chí văn hóa Thanh Hóa (2002)
- Nét văn hóa xứ Thanh (2003)
- Tinh hoa đất Việt (2009)
- 36 Linh tích Thăng Long (2010)
- 36 vị thần Thăng Long (2010)
- Truyền thuyết về những người mở cõi (2013)
- Nguyễn Du - Trên đường gió bụi (2014)
- Biển Việt - Đảo Việt (2015)
- Việt Sử - Những gương mặt phản diện (2015)
- Địa chí Huyện Nghi Xuân, Hà Tĩnh (2019)
- Ẩn ức Hồ Xuân Hương (2018)
- Trò chơi - Trời cho (2022)